# 2024 en musique
| \| • Retour à la chronologie générale de la musique populaire • \| |
| XXIe siècle • XXe siècle • XIXe siècle • XVIIIe siècle XVIIe siècle • XVIe siècle • XVe siècle • XIVe siècle XIIIe siècle • XIIe siècle • XIe siècle • Xe siècle IXe siècle • VIIIe siècle • Haut Moyen Âge • Rome • Grèce |
| • Retour à la chronologie générale de la musique populaire • |

| • Retour à la chronologie générale de la musique populaire • |

| Années de la musique populaire : 2021 - 2022 - 2023 - 2024 - 2025 - 2026 - 2027    |
| Décennies de la musique populaire : 1990 - 2000 - 2010 - 2020 - 2030 - 2040 - 2050 |

Cet article présente les faits marquants de l'année 2024 en musique.

## Faits marquants

### En France
- 14 millions d'albums sont vendus en France en 2024[1].
- Mylène Farmer effectue 3 dates au Stade de France dans le cadre de sa tournée des stades Nevermore.
- Décès de Françoise Hardy

### Dans le monde
- Sortie remarquée de Cowboy Carter, le premier album country de Beyoncé[2],[3],[4].
- Décès de Quincy Jones.

## Disques sortis en 2024
- Albums sortis en 2024
- EP sortis en 2024
- Singles sortis en 2024

## Succès de l'année en France (singles)

### Chansons classées Numéro 1
Cette liste présente, par ordre chronologique, tous les titres s'étant classés à la première place du Top mégafusion (streaming + ventes) durant l'année 2024.
- Jungeli, Abou Debeing, Imen Es, Alonzo & Lossa : Petit génie
- Pierre Garnier : Ceux qu'on était
- Werenoi & Damso : Pyramide
- Benson Boone : Beautiful Things
- FloyyMenor & Cris MJ : Gata Only
- KeBlack & Franglish : Boucan
- Carbonne : Imagine
- Gims & Dystinct : Spider
- Gims : Sois pas timide
- SDM : Pour elle
- SDM : Cartier Santos
- Damso & Kalash : Alpha
- Stromae & Pomme : Ma meilleure ennemie
- Gazo : Nanani Nanana
- Myles Smith: Stargazing

## Succès de l'année en France (albums)
Cette liste présente, par ordre alphabétique, les albums sortis en 2024 ayant obtenu une certification Platine ou Diamant en France.

### Triples disques de platine (plus de300 000ventes)
- Gims : Le nord se souvient
- PLK : Chambre 140

### Doubles disques de platine (plus de200 000ventes)
- Tiakola : BDLM Vol. 1
- Werenoi : Pyramide 2

### Disques de platine (plus de100 000ventes)
- Arcane : Arcane League of Legends : Season 2
- Billie Eilish : Hit Me Hard and Soft
- Booba : Ad vitam æternam
- Bouss : Depuis le temps
- Dadju & Tayc : Héritage
- Dua Lipa : Radical Optimism
- Indochine : Babel Babel
- Jul : Décennie
- Jul : Mise à jour
- Julien Doré : Imposteur
- KeBlack : Focus
- Kendji Girac : Vivre...
- Lacrim : Veni Vidi Vici
- Les Enfoirés : On a 35 ans
- Ninho & Niska : GOAT
- Pierre Garnier : Chaque seconde
- Sabrina Carpenter : Short n' Sweet
- Santa : Recommence-moi
- SCH : JVLIVS Prequel : Giulio
- SDM : À la vie, à la mort
- Slimane : Essentiels
- Taylor Swift : The Tortured Poets Department
- UZI : Sur le chemin

## Récompenses
- États-Unis : 67e cérémonie des Grammy Awards
- États-Unis : American Music Awards 2024 (en)
- États-Unis : MTV Video Music Awards 2024
- États-Unis : Billboard Music Awards 2024 (en)
- Europe : MTV Europe Music Awards 2024
- Europe : Concours Eurovision de la chanson 2024
- France : 39e cérémonie des Victoires de la musique
- France : NRJ Music Awards 2024
- Royaume-Uni : Brit Awards 2024

## Formations et séparations de groupes
- Groupe de musique formé en 2024
- Groupe musical séparé en 2024

## Décès

### Premier trimestre
- 9 janvier : James Kottak, 61 ans, ex-batteur de Scorpions et Kingdom Come
- 9 février : Damo Suzuki, 74 ans, chanteur de Can
- 23 mars : Daniel Beretta, 77 ans, chanteur et acteur français

### Deuxième trimestre
- 11 juin : Françoise Hardy, 80 ans, chanteuse française
- 24 juin : Seth Binzer, 49 ans, chanteur et rappeur américain, membre du groupe Crazy Town.

### Troisième trimestre
- 6 juillet : Pino D'Angiò, 71 ans, chanteur italien
- 7 août : Jack Russel, 63 ans, chanteur de Great White
- 20 août :Fatman Scoop, 56 ans, rappeur américain

### Quatrième trimestre
- 16 octobre : Liam Payne, 31 ans, chanteur de One Direction
- 21 octobre : Paul Di'Anno, 66 ans, ex-chanteur d'Iron Maiden
- 25 octobre : Phil Lesh, 84 ans, guitariste et cofondateur des Grateful Dead
- 3 novembre : Quincy Jones, 91 ans, producteur de R&B américain